# Амераукана
Амераукана — американская яичная порода домашних кур.

## История
Современная порода была выведена в 1970-х годах в США, хотя истоки она берёт в 1930-х, когда в страну завезли южноамериканских кур араукана. Она сохранила важную особенность использованных для селекции птиц: голубые яйца. Порода была классифицирована Американской ассоциацией птицеводства в 1984 году. Название породы происходит от слов Америка и Араукана.

## Описание

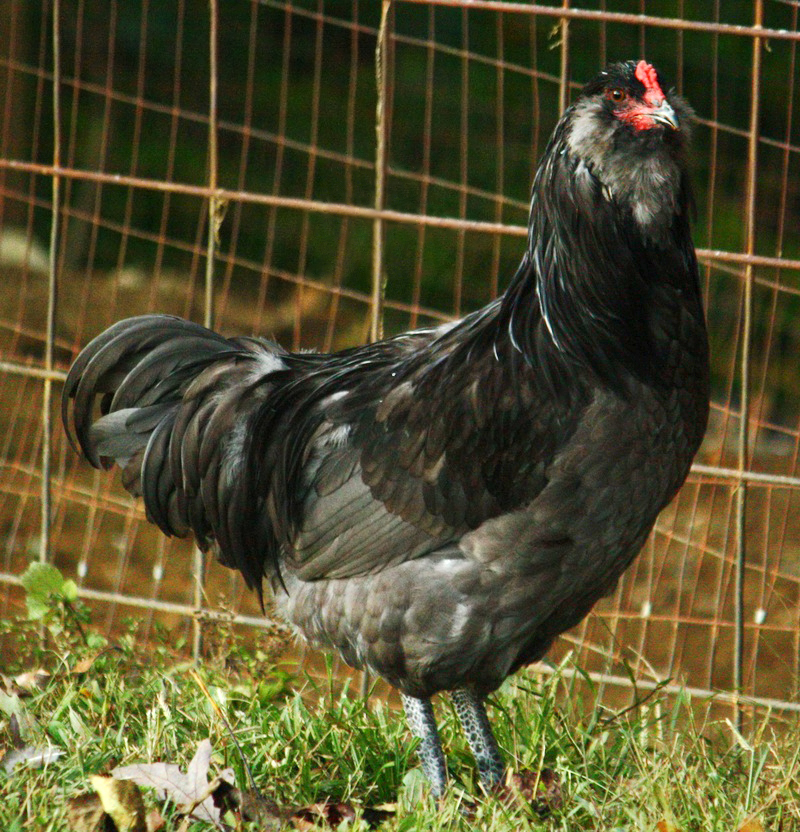

Амераукана — одна из немногих пород кур, которые несут голубые яйца. Яйца вкусные, их средний вес составляет 60—65 граммов, яйценоскость - 200—250 яиц в год. Масса птиц средняя, самцы достигают 3 кг, куры — 2,5 кг. Половозрелость наступает в 5—6 месяцев, максимальная продуктивность наблюдается в течение 2 лет. Несушки и помеси породы могут нести голубые, зелёные, а также от розового до темно-коричневого цвета яйца. Встречаются даже красные яйца. Мочки ушей маленькие и круглые, небольшая бородка; гребешок и сережки красные. Ноги голубые с черными пятнами. В Американском стандарте совершенства признаются восемь окрасов: чёрный, синий, сине-пшеничный, коричнево-красный, желтовато-коричневый, серый, пшеничный, белый и самый синий (self-blue, лавандовый) .